# 電信法修正草案第九條爭議事件
電信法修正草案第九條爭議事件，又稱「國家通訊傳播委員會電信法T9修法爭議事件」，發生於2013年6月，起因為中華民國國家通訊傳播委員會（NCC）在同年4月24日將《電信法》草案送進行政院審議，而同年5月發生經濟部智慧財產局研擬封鎖境外侵權網站事件，及至6月才由網路媒體發現，繼上述事件後再度引發網路輿論譁然。該草案第九條第二項規定，若主管機關認定網路內容違法，電信事業應於技術可行時（對使用人）停止使用網路、移除內容、或其他適當措施；同條第三項則規定，網路內容妨害公序善俗，電信事業得於技術可行時，（對使用人）停止使用、網路移除內容、或其他適當措施。
這起事件剛發生時，通傳會面對質疑，皆採取否認態度；及至各界群起抗議之後，政府承認不妥，不久後《電信法》草案於兩年內第二度遭行政院退審。

## 資料來源
1. ↑  電信法修正草案完成 NCC送行政院 的存檔，存档日期2014-02-02.
2. ↑  .   [2014-01-31]. （原始内容存档于2018-01-18）.
3. ↑   (PDF).   [2014-01-31]. （原始内容 (PDF)存档于2017-08-09）.
4. ↑  .   [2014-01-31]. （原始内容存档于2021-01-20）.
5. ↑  我不相信我們政府的道德節制力，我反對新電信法第九條 （页面存档备份，存于）
6. ↑  蔡英文：反對政府提出的「電信法第九條修正草案」 的存檔，存档日期2014-02-03.
7. ↑  第九條爭議 行政院應退回電信法修正案 的存檔，存档日期2014-02-02.
8. ↑  電信法草案惹議 政院退審 的存檔，存档日期2013-09-21.